# Milan Alberts
Milan Alberts (adoptienaam Verhagen) is een personage uit de Nederlandse soapserie Goede tijden, slechte tijden. Milan Alberts werd gespeeld door acteurs Wouter de Jong (13 september 2002 t/m 21 oktober 2004) en Robin Zijlstra (10 april 2007 t/m 19 juni 2008).

## Inhoud van de rol
Milan is ter adoptie afgestaan aan Marjan Verhagen. Zijn biologische vader heeft nooit van zijn bestaan afgeweten.
Toen zijn tweelingzus een nieuwe lever nodig had, heeft Hanneke Mus (biologische moeder) aan Robert verteld dat ze nog een kind hadden, maar dat ze dat had afgestaan. Robert kon zijn lever niet afstaan omdat hij alcoholist was. Toen Milan de lever had afgestaan aan Daantje was hij toch wel nieuwsgierig naar zijn familie.
In 2004 ging hij op wereldreis, maar kwam in 2007 alweer terug neer Meerdijk. Hij kreeg gevoelens voor Florien Fischer, maar ze had al een relatie met Noud. Uiteindelijk koos Florien toch voor Milan en hadden ze even een relatie. Florien besloot namelijk om maritieme biologie te gaan studeren in Miami. Nina Sanders en Florien verlaten Meerdijk, en hun relatie is verleden tijd. Maar als Nina terugkomt, begint ze met hem te chatten onder een andere naam: 'Princess'. Als Milan erachter komt dat het Nina is, beginnen ze een relatie. Maar als ze zoent met Thijs (om meer aandacht van Milan te krijgen) en met Skip (Milan betrapt hen), heeft de relatie steeds minder inhoud. Uiteindelijk gaan ze uit elkaar.